# Xanthophyto
Xanthophyto är ett släkte av tvåvingar. Xanthophyto ingår i familjen parasitflugor.
Kladogram enligt Catalogue of Life:
| Xanthophyto | \| \| Xanthophyto antennalis \| \| \| \| \| \| Xanthophyto erythropyga \| \| \| \| \| \| Xanthophyto labis \| \| \| \| \| \| Xanthophyto versicolor \| \| \| \| |
|             | \| \| Xanthophyto antennalis \| \| \| \| \| \| Xanthophyto erythropyga \| \| \| \| \| \| Xanthophyto labis \| \| \| \| \| \| Xanthophyto versicolor \| \| \| \| |
|             | Xanthophyto antennalis |
|             | |
|             | Xanthophyto erythropyga |
|             | |
|             | Xanthophyto labis |
|             | |
|             | Xanthophyto versicolor |
|             | |